# XVI Mostra de Cinema Llatinoamericà de Catalunya
La XVI Mostra de Cinema Llatinoamericà de Catalunya va tenir lloc a Lleida entre el 9 i el 16 d'abril de 2010. Fou organitzada pel Centre Llatinoamericà de Lleida amb el suport del Patronat de Turisme de la Paeria de Lleida i la col·laboració de la Fundació "la Caixa", la Universitat de Lleida, l'Instituto de Cooperación Iberoamericana, el Ministeri d'Assumptes Socials d'Espanya, la Casa de América i l'Institut Català de Cooperació Iberoamericana. Les exhibicions es van fer al CaixaForum Lleida, l'Espai Funatic i al Cafè del Teatre de l'Escorxador però la inauguració es va fer per primer cop a la Llotja de Lleida. També es va fer una secció commemorativa del 200 aniversari de la Independència de Mèxic i el centenari de la Revolució mexicana, una altra al 200 aniversari de la Independència de l'Argentina, i es va concedir el premi d'honor a Ernesto Alterio i Icíar Bollaín. A la cloenda hi assistí l'actor Juan Diego, que va rebre el Premi Reconeixement i es va estrenar la pel·lícula El discípulo d'Emilio Ruiz Barrachina. També es van fer exposicions de Gabriel Figueroa, del dibuixant Horacio Altuna, del cartellista Alfons Mucha i la presentació del llibre 20 anys d’història del cinema de Catalunya de l'editorial Laertes.

## Pel·lícules exhibides

### Llargmetratges de la selecció oficial
- La nana de Sebastián Silva
- Anita de Marcos Carnevale
- El hombre de al lado de Mariano Cohn i Gastón Duprat
- Backyard: El traspatio de Carlos Carrera
- Norteado de Rigoberto Perezcano
- Andrés no quiere dormir la siesta de Daniel Bustamante
- La mosca en la ceniza de Gabriela David
- Salve Geral de Sérgio Rezende

### Retrospectiva Icíar Bollaín i Ernesto Alterio
- El Sur (1983) de Víctor Erice[8]
- Terra i llibertat (1995) de Ken Loach
- Leo (2000) de José Luis Borau
- Te doy mis ojos (2003) 'd'Icíar Bollaín
- Cuarteto de la Habana (1998) de Fernando Colomo
- Los lobos de Washington (1999) de Mariano Barroso
- El otro lado de la cama (2002) Emilio Martínez-Lázaro
- Días de fútbol (2003) de David Serrano de la Peña

## Jurat
El jurat de la competició oficial està format pel director de fotografia Federico Ribes, el periodista i guionista Manuel Hidalgo, el crític d'art dominicà Carlos Francisco Elías, la crítica russa Tatiana Vetrova i el crític canari Claudio Utrera.

## Premis
Els premis atorgats en aquesta edició foren:
| Categoria                                           | Premiat                                  | Treball                                 |
| --------------------------------------------------- | ---------------------------------------- | --------------------------------------- |
| Millor llargmetratge (Premi AECID)                  | La nana                                  | Sebastián Silva                         |
| Premi del Públic                                    | Anita                                    | Marcos Carnevale                        |
| Millor director                                     | Mariano Cohn i Gastón Duprat             | El hombre de al lado                    |
| Millor opera prima                                  | Norteado                                 | Rigoberto Perezcano                     |
| Millor actor                                        | Rafael Spregelburd i Daniel Aráoz        | El hombre de al lado                    |
| Millor actriu                                       | Catalina Saavedra                        | La nana                                 |
| Millor guió (Premi Casa Amèrica Catalunya)          | Backyard: El traspatio                   | Sabina Berman                           |
| Millor documental                                   | Intimidades de Shakespeare y Víctor Hugo | Yulene Olaizola                         |
| Menció al documental                                | Mi vida con Carlos                       | German Berger-Hertz                     |
| Premi Radio Exterior de España al millor documental | Sons of Cuba                             | Andrew Lang                             |
| Millor curtmetratge                                 | 5 recuerdos                              | Oriana Alcaine Alejandra Márquez Abella |
| Menció al curtmetratge                              | Marina, la esposa del pescador           | Carlos Hernández                        |
| Premi Ángel Fernández-Santos                        | Conxita Casanovas                        |                                         |
| Premi d'Honor                                       | Ernesto Alterio Icíar Bollaín            |                                         |